# فرودگاه بین‌المللی اسلام‌آباد
فرودگاه بین‌المللی اسلام‌آباد (به انگلیسی: Islamabad International Airport) یک فرودگاه همگانی است. این فرودگاه در شهر اسلام‌آباد کشور پاکستان قرار دارد و در ارتفاع ۵۷۹ متری از سطح دریا واقع شده‌است.

## موضوعات وابسته
- کد فرودگاهی یاتا
- کد فرودگاهی ایکائو
- فهرست فرودگاه‌های پاکستان